# شاهین جنگلی پشت‌توسی
شاهین جنگلی پشت‌توسی (نام علمی: Micrastur mirandollei) یک گونه از پرندگان شکاری از خانواده شاهینان است. در بولیوی، برزیل، کلمبیا، کاستاریکا، اکوادور، گویان فرانسه، گویان، پاناما، پرو، سورینام و ونزوئلا یافت می‌شود. زیستگاه طبیعی آن جنگل‌های دشت مرطوب نیمه‌گرمسیری یا گرمسیری است. شکارگر فعالی است که پرندگان، مارها، مارمولک‌ها، جوندگان، ماهی‌ها و گاهی خفاش‌ها را شکار می‌کند. آوای آن با دیگر شاهین‌های جنگلی متفاوت است و ۷ تا ۱۰ نت در یک سری تکرار می‌شود.